# Principal
Principal (av lat. principalis, anförare, ledare) används i flera sammanhang:
- Principal kallas med ett ålderdomligt namn arbetsgivare eller ledare inom affärslivet. Det kan också avse styrelseledamot i vissa inrättningar, till exempel sparbanker.[1]  Ordet kommer av de latinska principalis ursprunglig och princeps den förnämste. Historiskt har namnet använts i Sverige sedan yngre, fornsvensk tid. Jämför prins.

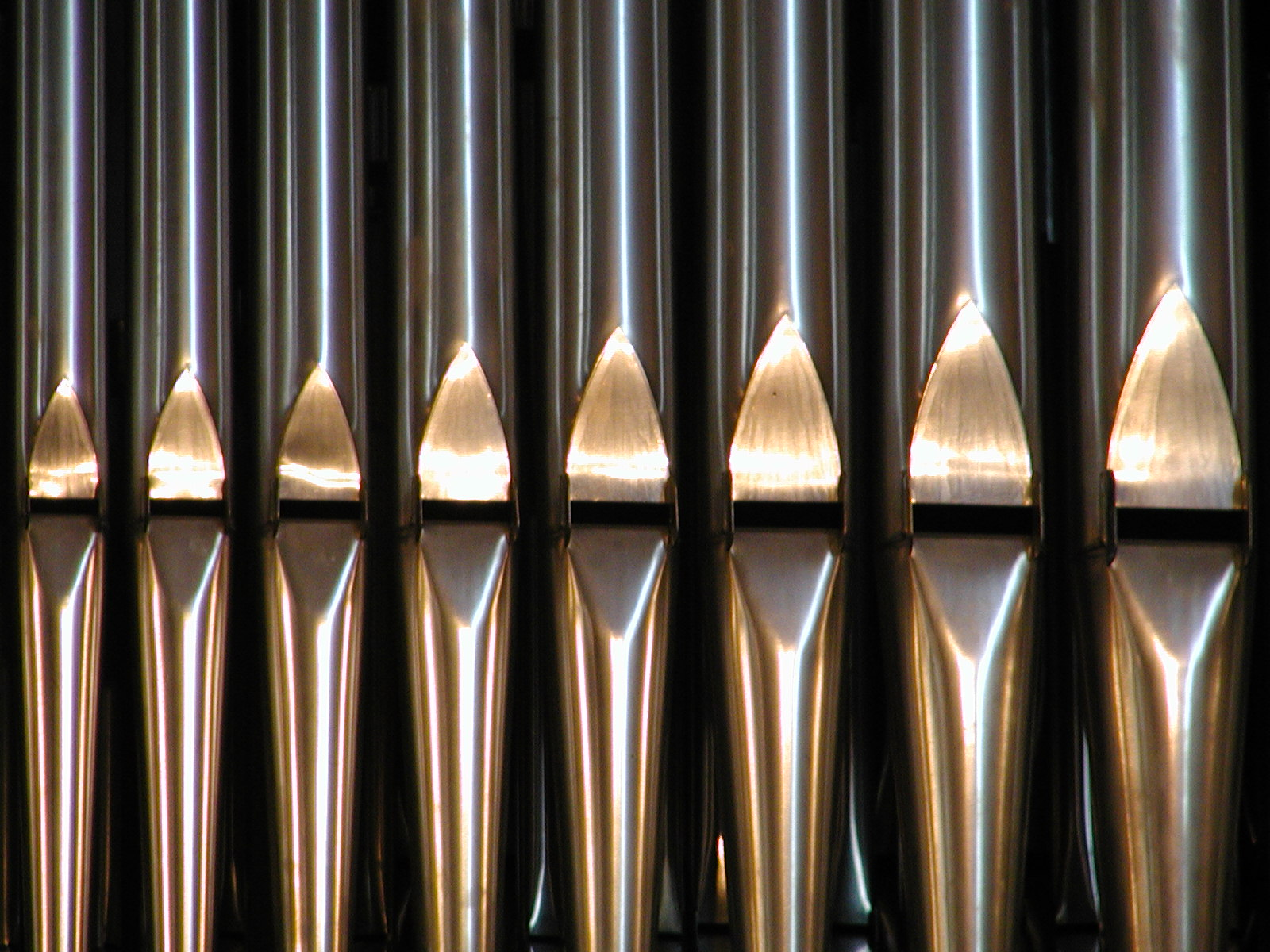
Principalpipor i en orgelfasad

- Principal är också namnet på piporgelns huvudstämma. Dess klangfärg är inte så rund och övertonsfattig som hos flöjtstämmor, men inte heller så övertonsrik som hos stråkstämmor utan ligger någonstans däremellan. Tonen kan karakteriseras som fast och bärig, möjlig att använda från orgelns allra lägsta toner (16 Hz) upp till de allra högsta (11 000 Hz). Piporna i principalstämmor är öppna upptill och tillverkas numera i regel av metallegering med hög tennhalt, någon gång i stället i koppar; större pipor görs av ekonomiska skäl ofta i trä. Principalerna placeras med fördel helt eller delvis i fasaden. En öppen pipa på stora C, vanligen orgelns lägsta tangent, med samma tonhöjd som stora C på till exempel ett piano, är cirka åtta fot lång. En 16-fotspipa klingar en oktav lägre, en 4-fotspipa en oktav högre och en 2-fotspipa ytterligare en oktav högre. Av fottalet (som alltid avser pipan på lägsta tangenten) kan man således avläsa tonhöjden. Enbart den djupaste principalstämman i ett verk betecknas ”Principal”, övriga får namn efter vilken överton de förstärker. I ett 8-fotsverk alltså till exempel: Principal 8', Oktava 4', Kvinta 2 2/3', Oktava 2', Ters 1 3/5', Kvint 1 1/3', Septima 1 1/7', Oktava 1'. I ett 16-fotsverk kan förekomma: Principal 16', Oktava 8', Kvinta 5 1/3', Octava 4', Kvinta 2 2/3' och så vidare. De flesta stämmor av mixturtyp är också sammansatta av principalpipor.

- Principal används även inom finanssektorn som term för ursprungligt lånebelopp. En ålderdomlig synonym är "stol".